# Arremon virenticeps
Arremon virenticeps là một loài chim trong họ Emberizidae.